# Známková země
Známková země je vžitý pojem mezi sběrateli známek, filatelisty.  Je tak označována země s poštovní  správou, používající vlastní poštovní známky.

## Upřesnění pojmu
Pro určení známkové země není podstatné, zda země je či byla samostatná či závislá, malá či velká, s kteroukoliv formou státního zřízení, ale jen, zda země měla svou poštovní správu, své poštovní známky, své poštovní služby. Poštovní správa takovéto země musí být schopná doručit poštovní zásilky z celého světa adresátům na svém území.
Země, které jsou členy Světové poštovní unie (UPU), jejíž ústavou se musí řídit, jsou současně členy OSN. Pokud členy OSN nejsou, musí jejich členství v UPU odsouhlasit dvě třetiny členských zemí. V roce 1961 bylo evidováno v UPU 163 známkových zemí, tedy daleko více, než v té době měla OSN členských států.

## Podklady sběratelů
Pro orientaci a zatřídění známek ve sbírkách mají sběratelé k dispozici Atlasy známkových zemí, filatelistické katalogy a mapy známkových zemí. První filatelistická mapa je z roku 1896, byla vydána v St. Louis (USA), další v Berlíně roku 1906. Atlasy a mapy byly a jsou vydávány i na českém území.
Filatelistický obor, zabývající se určováním vydaných známek z hlediska politického a zeměpisného, se nazývá geografilatelie.